# Natural Bridge State Park (Massachusetts)
Der Natural Bridge State Park befindet sich bei der Kleinstadt North Adams im Nordwesten von Massachusetts (USA).
In dem State Park befindet sich die einzige natürliche Steinbrücke aus weißem Marmor in Nordamerika.
Laut Geologen entstand die für den Park namensgebende Naturbrücke aus 550 Millionen Jahre altem Marmorgestein, das durch Gletscherschmelzwasser über einen Zeitraum von 13.000 Jahre ausgehöhlt wurde.
Anfang des 20. Jahrhunderts wurde auf dem Gelände des heutigen State Parks Marmor abgebaut und verarbeitet.
Zu diesem Zweck wurde eine Marmor-Staumauer errichtet, deren aufgestautes Wasser bei einer Fallhöhe von 15 m eine 120 kW-Francis-Turbine antrieb. Die Energie wurde für die benachbarte Marmor-Mühle benötigt. Die Maschinenanlage wurde am 4. April 1947 bei einem Brand vollständig zerstört.

## Weblinks

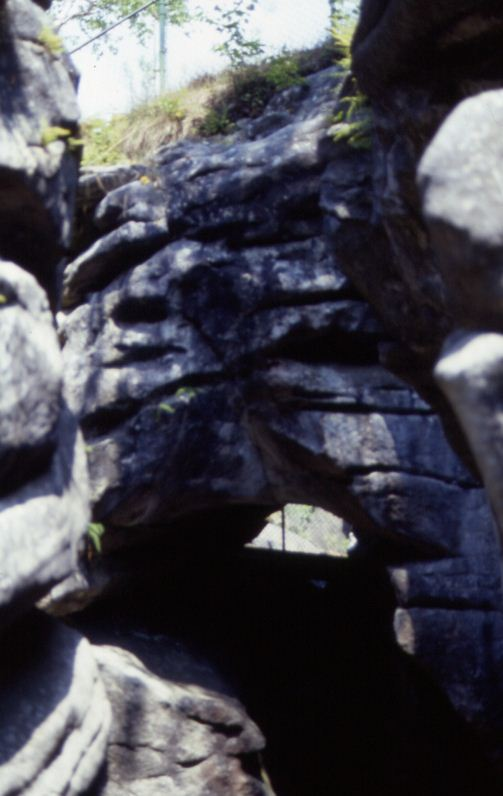
Marmor-Naturbrücke
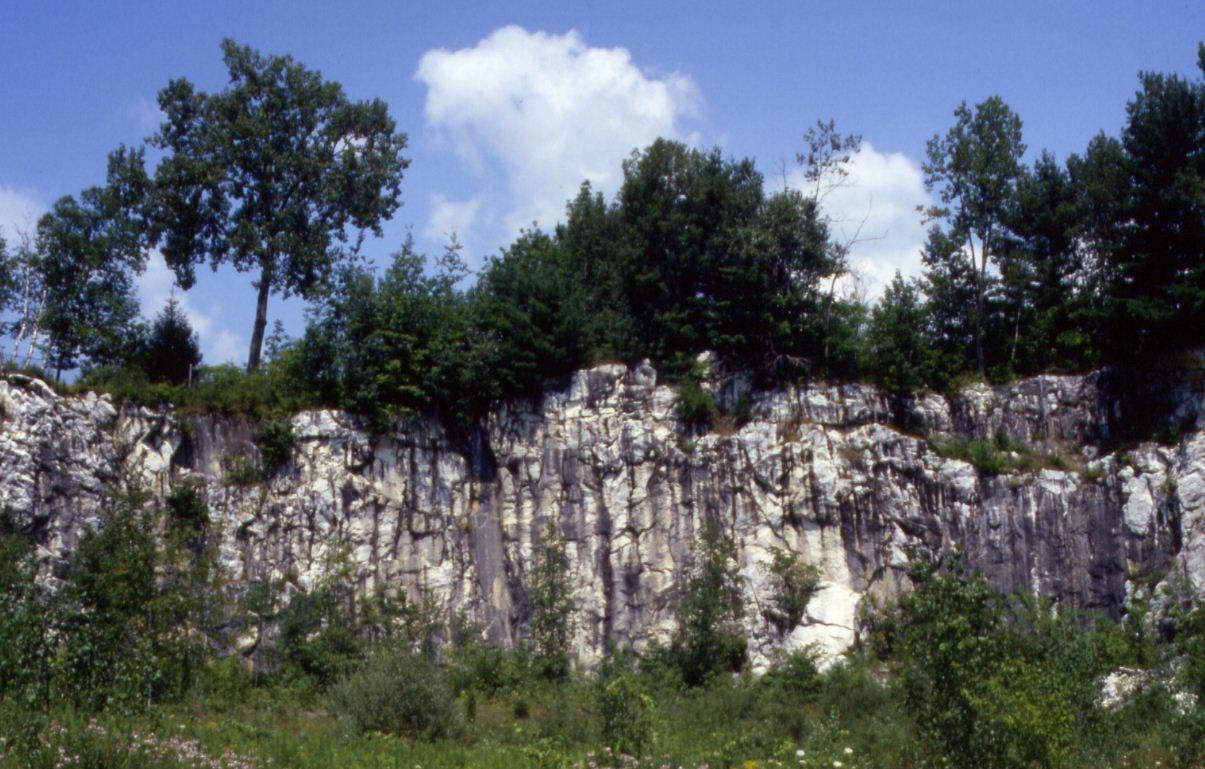
Marmor-Steinbruch
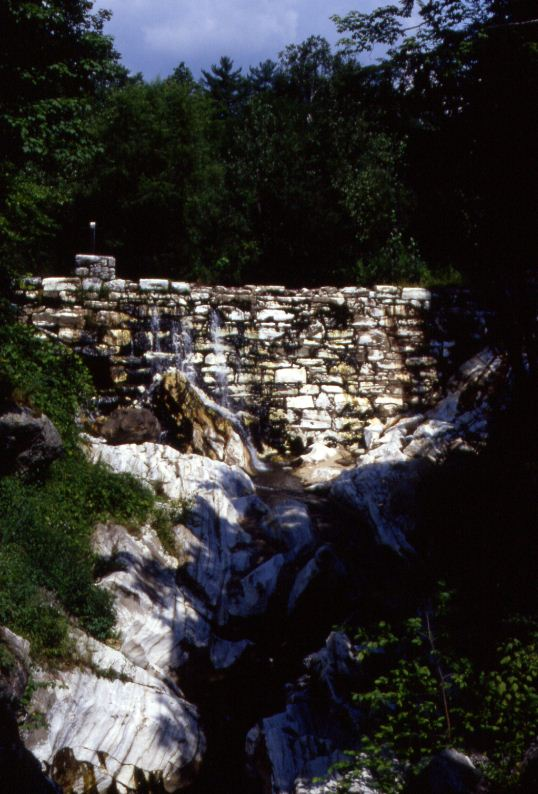
Marmor-Staumauer
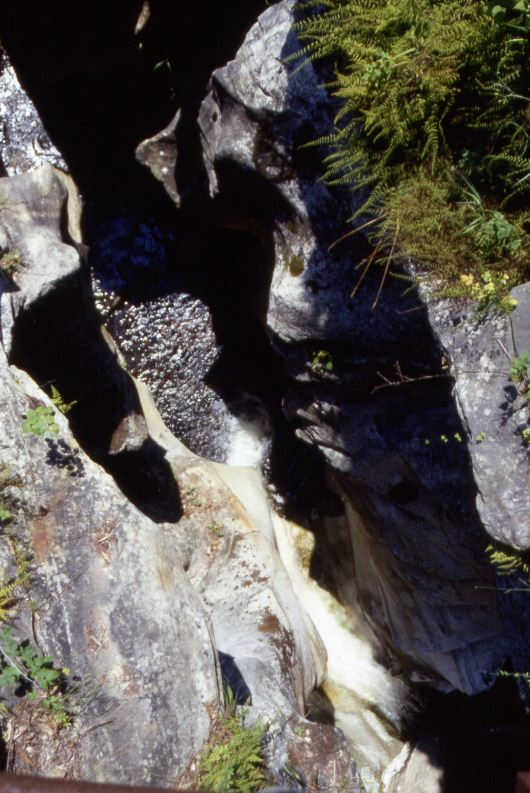
Marmor-Felsenschlucht